# Internet Group
Internet Group do Brasil (conhecido pela sua sigla iG) é um portal de notícias do Brasil e provedor de acesso à Internet brasileiro, adquirido em 2004 pelo grupo Brasil Telecom e fundido aos portais iBest e BrTurbo, que já eram de propriedade da empresa de telefonia. Em 2010, o iG foi adquirido pela Oi, após a venda da Brasil Telecom. Em 18 de abril de 2012 a empresa portuguesa Ongoing anunciou a compra do quinto portal mais acessado do Brasil.
O iG notabilizou-se por prover acesso discado à internet de forma gratuita, serviço que foi ofertado até fevereiro de 2016. A partir de março deste ano, passou a cobrar pela manutenção de contas de e-mails já criadas e também por novas adesões, mantidas por um plano anual de pagamento.
Além de provedor, o iG é conhecido pelo seu portal, que abriga sites importantes como o noticiário Último Segundo, o iG Economia – que detém o conhecido caderno Brasil Econômico –, o iG Gente, o iG Esportes, a TV iG, o iG Queer e o Delas. Parceiro do Google, utiliza deste o sistema de busca, e-mail e publicidade de palavras-chave de forma personalizada e regionalizada.

## História

### Primeiros passos
O Internet Group do Brasil Ltda. foi fundado pelos grupos GP Investimentos (Telemar) e Opportunity (Brasil Telecom), tendo como sócios fundadores Nizan Guanaes, Jorge Paulo Lemann, Aleksandar Mandic e Matinas Suzuki Jr. com as participações destacadas de Demi Getschko e Carla Sá. A operação entrou no ar em 9 de janeiro de 2000 com a marca iG e a primeira versão preliminar pública do portal com serviço de acesso discado grátis, marcados por uma forte campanha publicitária que transformou um West Highland White Terrier em símbolo da empresa—e em celebridade instantânea.
O abalo no mercado foi imediato. Apesar de não ter sido o primeiro provedor gratuito brasileiro, o iG rapidamente atingiu grande popularidade num tempo em que a banda larga era pouco comum e os bancos apenas começavam a oferecer planos de conexão não-tarifada a seus clientes. O portal também estava bem-posicionado: reunia um número crescente de sites competentes e criativos, liderados pelo Último Segundo (cuja proposta de redação exclusiva para internet foi considerada ousada para a época, pois todos os grandes noticiários online concorrentes eram vinculados a veículos tradicionais), formando um conjunto de destaque quando a política de portais ainda buscava amadurecimento no Brasil.

### O estouro da bolha da internet
O iG apostava num grande retorno com venda de publicidade em seu portal, o que aumentaria o interesse pelas ações da empresa numa eventual abertura de capital. No entanto, os planos não se realizaram da forma prevista. Na sequência do colapso da NASDAQ, com a dificuldade crescente para obtenção de crédito, o portal-provedor fez revisões graduais em seus projetos.
Apesar de continuar protagonizando grandes lances (como a compra do provedor grátis concorrente Super11.net, no segundo semestre de 2000) e lançando produtos de conteúdo, começaram as manobras para "sair do vermelho". Muitos funcionários foram demitidos e vários planos foram adiados ou modificados—alguns dos quais, como o do uso dos estúdios de televisão instalados no térreo do edifício-sede, não chegaram a se realizar de fato, apesar do elevado investimento.
Em fins de 2000 o iG retirou no último momento as candidaturas de todos os seus sites aos prêmios iBest.[carece de fontes?] A manobra surpreendeu o mercado, pois os sites do iG concorriam pela primeira vez aos prêmios e eram fortes concorrentes. Além disso, representou uma reviravolta na política interna do iG, que estimulava fortemente os sites do portal a apresentar suas candidaturas e atrair votos populares.
O iG só conseguiria "sair do vermelho" em 2001, quando alterou seu plano de negócios: passou a receber repasses das operadoras de telefonia fixa por conta do tráfego gerado pelo acesso grátis. A façanha foi marcada pela mudança no logotipo: de vermelho, passou a ser azul. Nesse período reduziu-se o apoio ao conteúdo do portal e reforçaram-se os planos para a oferta de serviços pagos (para fins de marketing, "iG" passou de "Internet Grátis" a "Internet Group").
O breakeven já era uma situação muito rara entre empresas de internet, mas Nizan Guanaes concebia a "fase azul" do iG como uma etapa meramente transitória antes que a operação começasse a dar lucro. Nesse dia, segundo os planos, o iG adotaria a cor verde. Em meio a uma nova rodada de profundas reformas no portal, Guanaes deixou o iG em fins de 2001.

### Aquisição do hpG

hpG - Home page grátis

Em agosto de 2001 o IG anunciou um dos maiores negócios da internet brasileira até então, a aquisição do site hpG, o maior serviço de hospedagem gratuita em língua portuguesa num negócio de R$ 55 milhões de reais. O hpG foi um caso incomum de sucesso da internet brasileira. Criado em março de 2000 por cinco executivos advindos da operação da PSINet (Rodrigo Martinez, Mauricio Meismith, Mauro Bertaglia, Edson Romão e Caio Mário Paes de Andrade) conseguiu, em junho do mesmo ano, ser o terceiro domínio mais acessado no ranking do Ibope eRatins.com, com mais de 540 000 sites e mais de 1,35 milhão de usuários registrados, ficando à frente de gigantes como a Globo, Yahoo! e Microsoft. Com a aquisição, o IG se consolidaria em segundo lugar nas páginas mais acessadas do Brasil, com 57% dos usuários ativos.

### Novos donos
Em maio de 2004 o iG foi adquirido pela Brasil Telecom, o negócio foi anunciado na entrega do Prêmio iBest. Adotou-se um novo logotipo, mantida a cor azul, agora definido como "Internet Generation". A fusão com os portais iBest e BrTurbo foi concluída em 2006, marcada por nova campanha publicitária.
Em janeiro de 2009 o iG passou a fazer parte do grupo Oi após este adquirir a Brasil Telecom.
Em 27 de março de 2012, o jornal O Estado de S. Paulo anunciou que o portal será comprado pela Ongoing que possui a segunda maior participação acionária na empresa Portugal Telecom.
Em 18 de abril de 2012 a empresa portuguesa Ongoing anunciou a compra do portal brasileiro.
Em 2016, deixa de oferecer de forma gratuita o serviço de e-mail.

## Sites
Em ordem alfabética, uma lista incompleta dos sites que fazem ou fizeram parte do portal:
|  | - Canal do Pet - iG Delas - iG Busca - iG Carros - iG Economia - iG Esportes - iG Gente - hpG |  | - iG Receitas - iG Saúde - iG Tecnologia - iG Turismo - TV Foco - Último Segundo - iG Queer - iG Mais |  |

## Serviços
Em ordem alfabética, uma lista incompleta dos sites que fazem ou fizeram parte do portal iG:[carece de fontes?]
| - Categoria Acesso - Acelerador - Banda Larga - Acesso Grátis - Wi-Fi | - Categoria Serviço - Antivírus - E-mail - Hospedagem de sites |

## Polêmicas

### BlogConversa Afiada
Durante mais de dois anos, Paulo Henrique Amorim manteve o blog Conversa Afiada no portal iG, em cuja página principal tinha um quadro de destaque permanente. A política era o assunto mais corriqueiro, e Paulo Henrique Amorim mantinha uma seção intitulada "Não coma gato por lebre", cujo objetivo, segundo ele, era deixar claro para o leitor as preferências e gostos do jornalista, de modo a não passar aos usuários uma falsa imagem de imparcialidade.
Em 18 de março de 2008, porém, o portal retirou abruptamente o blog do ar. Em nota, o iG alegou que a audiência esperada estava aquém das expectativas e que os custos de sua manutenção não se justificavam mais, o que motivara a finalização do contrato antes de dezembro de 2008, o prazo final previsto. Paulo Henrique Amorim afirmou que o contrato havia sido encerrado devido às críticas que fez ao suspeito processo de fusão da Brasil Telecom e a Oi, formando a BrOi, segundo o qual o jornalista afirmava que várias personalidades políticas se beneficiaram ilicitamente no processo.
Paulo Henrique Amorim relançou seu blog, Conversa Afiada, 8 horas e 58 minutos depois, no seu website e, em menos de 24 horas, seu advogado Marcos Bitelli obteve na Justiça um mandado de segurança que impediu a consumação daquilo que Paulo Henrique Amorim chamou de "limpeza ideológica". Ou seja, recuperou os arquivos de tudo o que tinha produzido no iG.

## Desligamentos
Em 15 de dezembro de 2009 a No Zebra Network (NZN), detentora dos direitos legais do site Baixaki, anunciou o fim da parceria com o iG que já durava 8 anos, mudando-se para o portal Terra.
Em 18 de julho de 2011 o site Brasil Escola muda para o portal R7.
Em 1 de agosto de 2012 o site Vagalume muda para o portal R7.

## 11 de setembro de 2001 - "Dia da Boa Notícia"
Em 2001, o Portal iG protagonizou um caso que se tornou "case" dos cursos de jornalismo. No auge do site, à época um dos portais mais acessados do país, o iG escolheu o dia 11 de setembro de 2001 para ser um dia dedicado exclusivamente a notícias boas, fugindo do hard news que é marca do portal até os dias atuais. À época, o iG era o maior portal noticioso do Brasil.
O "Dia da Boa Notícia" foi pensado pelo comando da empresa como uma estratégia de marketing em meio a uma escalada de noticiário negativo, sobretudo relacionado à segurança pública. Pouco antes do 11 de setembro, Patrícia Abravanel, filha de Silvio Santos, havia sido sequestrada. Após sua libertação, o mentor da ação, Fernando Dutra Pinto, invadiu a mansão do dono do SBT, em uma fuga cinematográfica.
Com o ataque ao World Trade Center, em Nova York, a proposta, que havia sido escolhida em uma data aleatória, precisou ficar de lado em prol da noticiabilidade jornalística. O então diretor de jornalismo do iG, Leão Serva, após ver a quebra do acordo com os leitores, escreveu um editorial no mesmo dia, sob o título “O iG tentou, mas a história não deixou”.
O caso foi retrato no curta-metragem "O Dia da Boa Notícia", semifinalista do São Paulo Film Festival, dirigido por Lucas Zacarias e João Paulo Vicente.

## Prêmios
Prêmio Vladimir Herzog
Menção Honrosa do Prêmio Vladimir Herzog por Internet
| Ano  | Obra                                    | Veículo de mídia | Autor       | Resultado |
| ---- | --------------------------------------- | ---------------- | ----------- | --------- |
| 2012 | "Um navio estacionado na porta de casa" | iG               | Yan Boechat | Venceu    |